# Anas al-Basha
Anas al-Basha, aussi connu sous le nom du « clown d'Alep » est une figure de la guerre civile syrienne.
Assistant social et directeur du centre Space for Hope, il donnait des spectacles de clown aux enfants d'Alep, notamment dans des écoles.
Il meurt le 29 novembre 2016, tué par une frappe aérienne dans le quartier de Mashhad.